# Resting Bitch Face

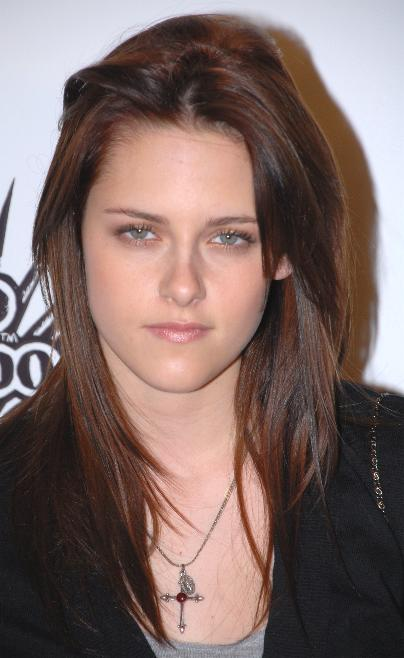
Kristen Stewart (2007)

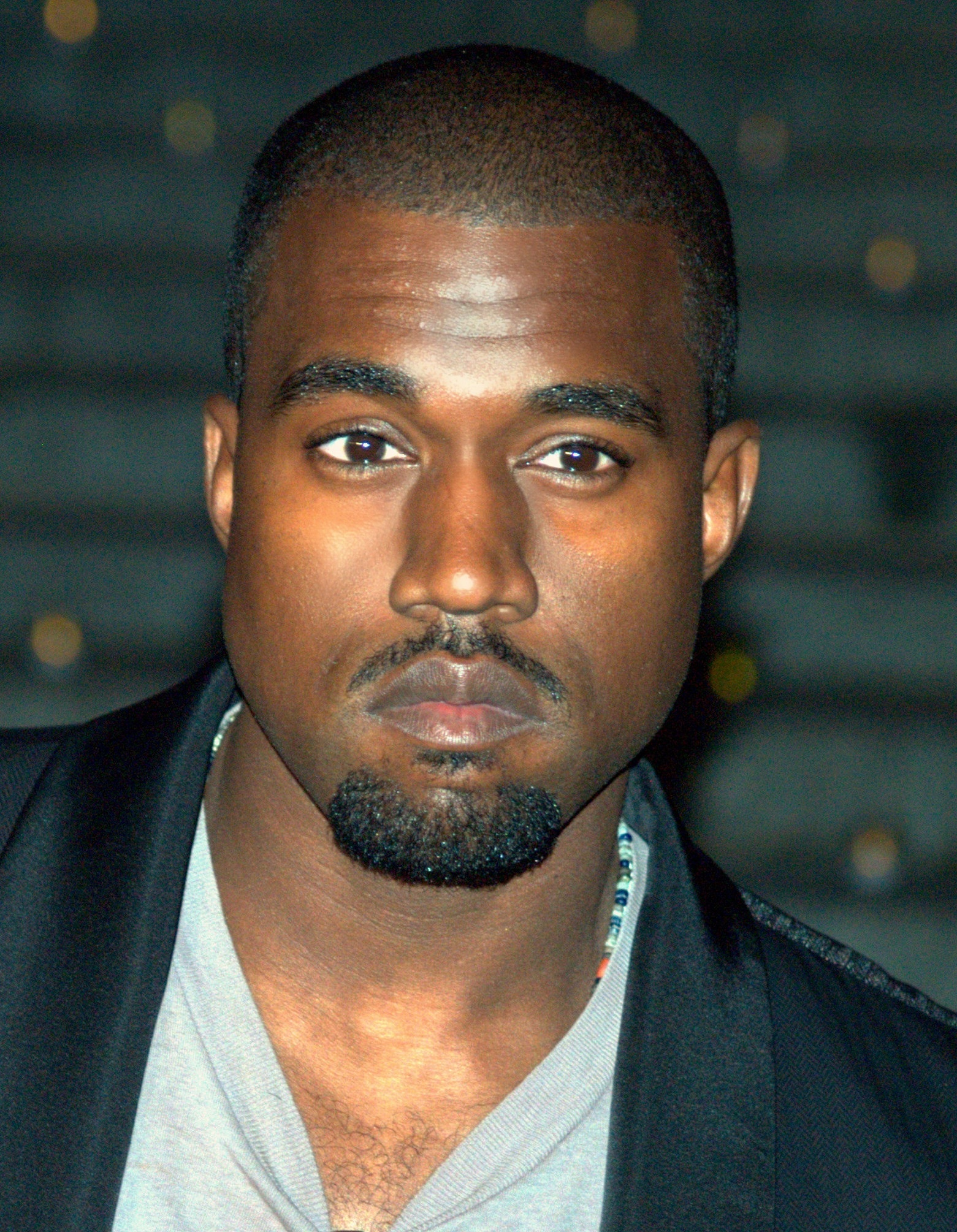
Kanye West (2009)

Resting Bitch Face (RBF), auch Bitchy Resting Face (BRF), ist die abwertende Bezeichnung für einen Gesichtsausdruck, der ungewollt wütend, verärgert, genervt oder verächtlich erscheint, insbesondere wenn die betroffene Person entspannt ist und keinerlei besondere Emotion ausdrückt. Betroffen sind sowohl Frauen als auch Männer.
Das abwertende, englischsprachige Wort bitch kann umgangssprachlich sowohl „Zicke“, als auch „Miststück“, „Nutte“ oder „Schlampe“ bedeuten und wird in der Regel für weibliche Personen verwendet. „Bitchy Resting Face“ kann mit „zickiges Gesicht im Ruhezustand“ übersetzt werden; „bitchy“ kann auch für „bissig“, „gemein“ oder „boshaft“ stehen.
Häufig genannte Beispiele für RBF bzw. BRF sind Queen Elisabeth II., Victoria Beckham, Kristen Stewart, Anna Kendrick und als Mann Kanye West.

## Hintergrund
Ende 2013 stellte Grant Barrett in der New York Times fest, dass der Ausdruck RBF seit mindestens zehn Jahren benutzt werde.
Am 22. Mai 2013 lud die Comedy-Gruppe „Broken People“ eine Parodie mit dem Titel Bitchy Resting Face (BRF) auf die Website „Funny or Die“; das Video zeigt auf satirische Weise Frauen und Männer, die an BRF „leiden“. Bis Oktober 2021 hatte das Video über 8 Millionen Aufrufe. Der Ausdruck ist in beiden Varianten, RBF und BRF, spätestens seit diesem Video in den Medien weitverbreitet.
Die Verhaltensforscher Jason Rogers und Abbe Macbeth untersuchten 2015 die Eigenschaften von RBF mithilfe der Software FaceReader, die einen Gesichtsausdruck analysieren und sechs grundlegende Emotionen bestimmen kann: glücklich, wütend, traurig, verängstigt, überrascht und angewidert. Diese Liste der Grundemotionen wurde seit ihrer Identifikation mehrfach ergänzt, zum Beispiel durch das Gefühl der Verachtung, das als eine Mischung aus Wut und Traurigkeit angesehen werden kann. Die Studie stellte fest, dass RBF-Gesichter gegenüber Nicht-RBF-Gesichtern einen deutlich erhöhten Anteil an Verachtung zeigten, ohne jedoch in wahre Verachtung abzugleiten. Diese tendenzielle Verachtung erzeuge beim Betrachter Unbehagen.